# Paessler PRTG
PRTG (Paessler Router Traffic Grapher hasta la versión 7) es un software de monitoreo de red sin agentes de Paessler AG. El término general Paessler PRTG aúna varias versiones de software capaces de monitorizar y clasificar diferentes condiciones del sistema, como el uso del ancho de banda o el  tiempo de actividad, y recopilar estadísticas de diversos anfitriones como switches, routers, servidores y otros dispositivos y aplicaciones.
La empresa alemana Paessler GmbH (ahora: Paessler AG), fue fundada por Dirk Paessler en 2001, lanzó la primera versión de PRTG el 29 de mayo de 2003.

## Productos de la familia Paessler PRTG
El software de monitoreo Paessler PRTG está disponible en tres versiones: además de la clásica solución independiente PRTG Network Monitor, Paessler vende PRTG Enterprise Monitor para redes grandes y distribuidas y PRTG Hosted Monitor como versión SaaS.

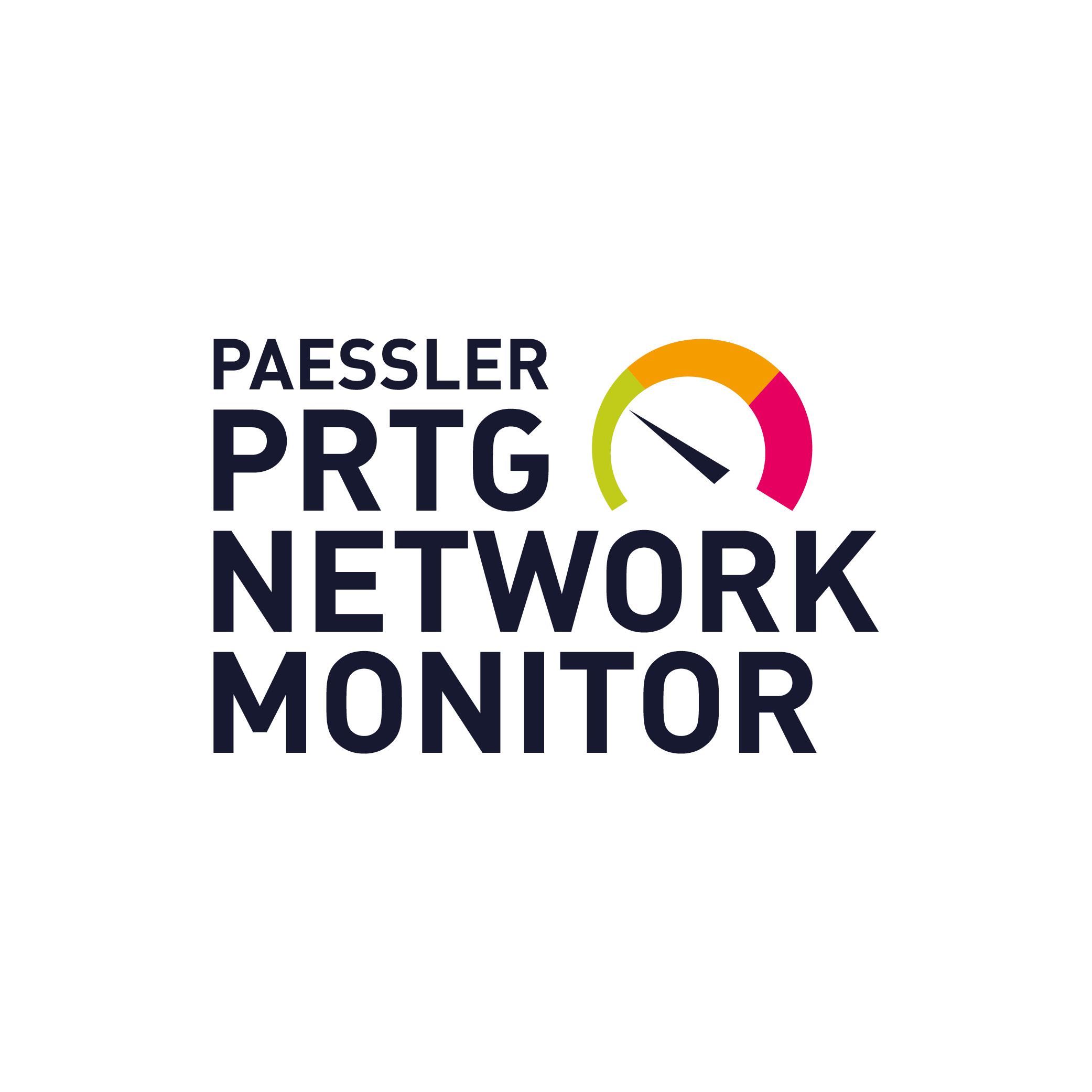
Paessler PRTG Network Monitor
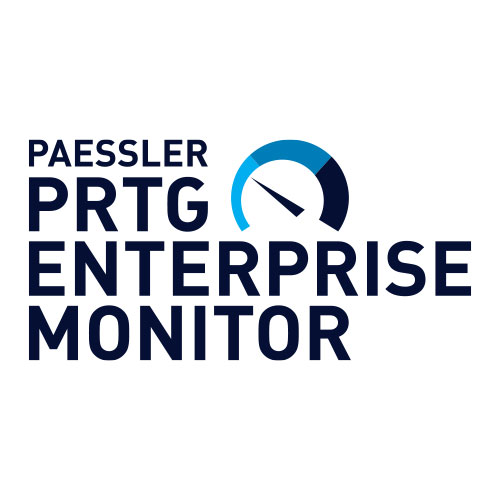
Paessler PRTG Enterprise Monitor
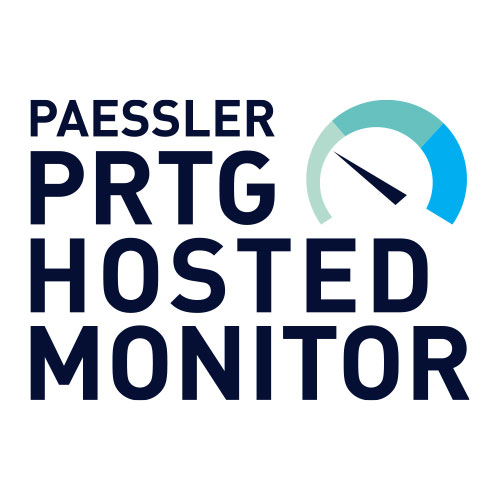
Paessler PRTG Hosted Monitor

PRTG Network Monitor
PRTG Network Monitor es la clásica solución de monitoreo local que se aloja en un servidor en la red del usuario. Para la instalación del servidor central, se requiere un equipo con el sistema operativo Windows Server.
PRTG Enterprise Monitor
Desde 2020, Paessler ofrece PRTG Enterprise Monitor, una solución de supervisión especializada para grandes entornos de TI. Además de un rendimiento particularmente alto para ubicaciones distribuidas, PRTG Enterprise Monitor también incluye ITOps Board, que proporciona una visión centralizada orientada al servicio y permite mapear procesos comerciales, consolidar paneles de múltiples servidores y monitorizar el rendimiento y la disponibilidad de SLA, entre otras características.
PRTG Hosted Monitor
En 2017 se lanzó PRTG Hosted Monitor, una versión de PRTG alojada en la nube que ofrece mayormente la misma gama de funciones que la herramienta estándar. Esta licencia se factura de forma mensual y se basa únicamente en la cantidad de sensores implementados. A diferencia de PRTG Network Monitor y PRTG Enterprise Monitor, PRTG Hosted Monitor también se puede utilizar en redes sin servidor Windows, ya que se aloja en la nube y no de forma local.

## Especificaciones
Paessler PRTG tiene un modo de detección automática que analiza áreas predefinidas de una red empresarial y crea una lista de dispositivos a partir de la información obtenida. En el siguiente paso, puede recuperar otros datos sobre los dispositivos detectados utilizando diferentes protocolos de comunicación. Los típicos son ICMP, SNMP, WMI, NetFlow, jFlow o sFlow, pero también es posible la comunicación a través de DCOM o una API RESTful.

### Sensores
El software se basa en una serie de sensores que están configurados para un propósito específico. Un sensor de PRTG es una métrica única en un dispositivo; por ejemplo, al gestionar un switch, un sensor podría medir el estado de la red o si su uso de la CPU supera el 90 %. La mayoría de los dispositivos requieren entre cinco y diez sensores para poder supervisarse por completo. Hay sensores de aplicaciones HTTP, SMTP/POP3 (correo electrónico) y sensores específicos de hardware para switches, routers y servidores. PRTG Network Monitor tiene más de 200 sensores predefinidos diferentes capaces de obtener estadísticas de las instancias monitorizadas, como tiempos de respuesta, procesador, memoria, información de la base de datos, temperatura o estado del sistema.

### Interfaz web y cliente de escritorio
El software se puede operar completamente a través de una interfaz web basada en AJAX. La interfaz web es adecuada tanto para la resolución de problemas en tiempo real como para el intercambio de datos con personal no técnico a través de mapas (paneles de control) e informes definidos por el usuario. También dispone de una interfaz de administración adicional en forma de aplicación de escritorio para Windows, Linux y macOS.

### Notificaciones e informes
Además de los canales de comunicación habituales, como el correo electrónico y los SMS, la comunicación con los usuarios también se efectúa a través de notificaciones automáticas en los teléfonos inteligentes mediante una aplicación para iOS o Android. Paessler PRTG también ofrece informes personalizables.

### Precios
La licencia de Paessler PRTG se basa en el número de sensores. Hay una versión de PRTG Network Monitor con 100 sensores integrados disponible de forma gratuita.